# Mobuka-Mpanze
Mobuka-Mpanze est un prénom ou postnom bangala donné au quatrième enfant d’une famille.